# Wożuczynka
Wożuczynka (górny bieg: Dzierążanka) – struga, będąca lewobocznym dopływem rzeki Huczwy. Wypływa na terenie wsi Dzierążnia i płynie na wschód. Wożuczynka dopływa do Wożuczyna i łączy się z nienazwanym ciekiem z lewej strony. Tutaj zmienia kierunek na południowo-wschodni, lecz w Michalowie znowu zmienia kierunek na wschodni. Płynie tak do Małoniża, gdzie zmienia kierunek na południowy, a potem na północno-wschodni. Wpływa do Huczwy przy zespole stawów Nadolce. W niektórych źródłach można spotkać informację, że Wożuczynka jest dopływem Rachanki, jednak w rzeczywistości jest odwrotnie.

## Miejscowości, przez które przepływa
- Dzierążnia
- Zwiartów-Kolonia
- Zwiartów
- Zwiartówek
- Wożuczyn
- Korea
- Michalów-Kolonia
- Wożuczyn-Cukrownia
- Michalów
- Siemnice
- Pukarzów
- Wólka Pukarzowska
- Małoniż
- Nadolce